# Lundagölen
Lundagölen är en sjö i Nässjö kommun i Småland och ingår i Lagans huvudavrinningsområde.